# Polizeiruf 110: Der Selbstbetrug
Der Selbstbetrug ist ein deutscher Kriminalfilm von Hans-Werner Honert aus dem Jahr 1983. Der Fernsehfilm erschien als 85. Folge der Filmreihe Polizeiruf 110.

## Handlung
Karl-Heinz und Inge Schreiner finden in ihrem Briefkasten in Zerben eine Nachricht ihres Sohnes Jürgen vor. Darin schreibt er, dass er sie um Entschuldigung bittet. Karl-Heinz nimmt den Brief als Zeichen dafür, dass sich Jürgen von seiner Freundin Rica trennen will, die von seinen Eltern abgelehnt wird. Lieber wäre Karl-Heinz die solide Ilona, Tochter des Gastwirts, gewesen. Karl-Heinz begibt sich mit seinem Motorradgespann zu Ricas Eltern und nimmt einen Teil der Kleider seines Sohnes mit, glaubt er doch, dass Jürgen wieder im Elternhaus einziehen will. Wenig später brennt die neue Halle vom Bauhof, dessen Leiter Jürgen ist. In den verkohlten Resten der Halle werden nicht nur Jürgens Schlüssel, sondern auch eine Leiche gefunden. Anhand eines in der Jugendzeit erlittenen Beinbruchs kann eindeutig festgestellt werden, dass der Tote Jürgen ist. Für Karl-Heinz steht nun fest, dass sein Sohn ermordet wurde.
Oberleutnant Jürgen Hübner wird mit den Ermittlungen betraut. Immer wieder muss er den unbedacht handelnden Karl-Heinz aufhalten. Jürgen hatte am Vortag des Hallenbrandes eine Auseinandersetzung mit Maurer Artloff, der im Bauhof mitgearbeitet hat. Jürgen hatte Artloff angezeigt, weil er Baumaterialien entwendet hatte. Artloff erhielt eine Bewährungsstrafe. Im Verhör gibt Artloff zu, die Halle mit Benzin angezündet zu haben. Sein Freund Klaus Munk hatte unmittelbar nach den ersten Flammen die Feuerwehr alarmiert. Jürgens Leiche jedoch lag am anderen Ende der Halle. Die Ermittler kommen bald zu der Ansicht, dass Brand und Tod zwei verschiedene Delikte waren.
Rica erscheint im Dorf. Sie ist auf der Suche nach Jürgen, der Zeugenaussagen nach am Vortag zu ihr in die Stadt gefahren war. Rica hat Jürgen jedoch nicht gesehen, auch wenn der Pförtner des Wohnheims, in dem Rica lebt, bestätigt, dass Jürgen da war. Nach kurzer Zeit sei er aus dem Wohnheim gerannt. Es stellt sich heraus, dass Rica Jürgen mit Gärtner Bodo Macher betrogen hat. Ilona, die selbst in Jürgen verliebt war, wusste von Ricas Verhalten und schrieb Jürgen ein falsches Telegramm, in dem sie ihn in Ricas Namen ins Wohnheim einlud. Sie hoffte, Jürgen so die Augen zu öffnen. Es stellt sich heraus, dass Jürgen in der Nacht zurück ins Dorf kam und am Bahnhof wartete. Macher kam zwei Stunden später im Dorf an, sah Jürgen nach eigenen Angaben aber nicht.
Jürgens Mutter Inge will den Ermittlern Jürgens Brief zukommen lassen, den sie am Tag des Brandes im Briefkasten vorgefunden hatte. Karl-Heinz verbrennt den Brief, will er doch verhindern, dass sein Sohn als Selbstmörder angesehen wird. Oberleutnant Jürgen Hübner beschafft sich Jürgens Tagebücher und lässt sie durch eine Psychologin analysieren, die ebenfalls zu dem Schluss kommt, dass Jürgen Selbstmord begangen haben könnte. Die Erkenntnis, dass seine einzige Lebensstütze Rica ihn hintergangen hat, könnte zu viel für ihn gewesen sein. Inge berichtet den Ermittlern vom Brief und der Fall ist klar. Karl-Heinz jedoch sucht mit einer Flinte bewaffnet Bodo Macher in einem Gewächshaus auf und bedroht ihn. Er will von ihm das Geständnis erpressen, dass er Jürgen ermordet hat. Die Ermittler rufen ihm durch die Scheibe zu, dass Jürgen Selbstmord begangen hat, doch Karl-Heinz besteht auf einem Geständnis. ABV Oberleutnant Willi Mertens rät Bodo, Karl-Heinz gegenüber die Tat zu gestehen, und Bodo geht darauf ein. Erst jetzt lässt Karl-Heinz ihn gehen und Inge tritt beschwichtigend zu ihrem Mann.

## Produktion
Der Selbstbetrug wurde vom 15. September bis 14. November 1982 unter dem Arbeitstitel Hühnergott in Zwenkau, Halle, Pegau und dem damals bereits im Abbruch befindlichen Eythra gedreht. Die Kostüme des Films schuf Barbara Voigt, die Filmbauten stammen von Lothar-Hermann Schneider. Der Film erlebte am 4. September 1983 im 1. Programm des Fernsehens der DDR seine Premiere. Die Zuschauerbeteiligung lag bei 48,7 Prozent.
Es war die 85. Folge der Filmreihe Polizeiruf 110. Oberleutnant Jürgen Hübner ermittelte in seinem 41. Fall. Im Film ist Musik aus der Ballett-Suite Der Feuervogel von Igor Strawinsky zu hören. Die Kritik nannte Der Selbstbetrug den „ersten Polizeiruf mit ökologischem Hintergrund“, so tüftelt der erfindungsreiche Jürgen Schreiner an einer Biogasanlage, die er im Dorf errichten lassen will.

## Sonstiges
Für Ortskundige wirken einige Szenen aus dem Film heute grotesk. So sagt der Vermieter von Jürgen Schreiner an einer Stelle: "Der Junge erbt mal mein Haus."
Das besagte Haus, in dem die Szene spielt, stand ungefähr dort, wo heute der Zwenkauer See an tiefsten ist.